# Franz Heinrich Fauth
Franz Heinrich Fauth (* 15. Januar 1766 in Bergisch Gladbach; † 8. September 1820 ebenda) war ein deutscher Unternehmer, Verwaltungsjurist und erster Bürgermeister von Bergisch Gladbach.

## Leben und Wirken
Franz Heinrich Fauth war das einzige Kind des Juristen und nassauisch-oranischen Hofrates Johann Gottfried Fauth (1732–1819) und dessen Ehefrau Helena Catharina Schnabel (1739–1819). Der Großvater mütterlicherseits namens Heinrich Schnabel war der Namensgeber des heutigen Stadtteils Schnabelsmühle. Exzellent erzogen besuchte er die Lateinschule in Köln. Ein Studium an Universitäten in Göttingen und Heidelberg schloss er mit der Promotion zum Doktor beider Rechte ab. Danach arbeitete er angeblich als Stadtsyndikus in Elberfeld.
1792 erhielt Fauth eine Stelle als Kreisgesandter des Fürstentums Ried. Anschließend arbeitete er in der Nachfolge seines Vaters als Kreisgesandter der Fürstentümer Lippe, Wied-Runkel, Sayn sowie der Grafschaft Hachenburg. Spätestens 1798 wurde er zum nassauischen Hofrat ernannt. Er hatte seinen Dienstsitz in Köln und wohnte weiterhin in Schnabelsmühle. Als Hofrat musste er sich der Anliegen der Kreise der Fürstentümer des westfälischen Kreises, derer von Friesland, Minden und Mörs annehmen.
Als 1797 Heinrich Schnabel starb, hinterließ er die größte Papiermühle der Stadt mit 60 Mitarbeitern. Die Geschäfte führte nun seine Tochter Helena Catharina Schnabel und ihr Sohn Franz Heinrich Fauth als alleiniger Erbe. Nicht zu erklären ist, warum er als solcher keine kaufmännische Ausbildung durchlaufen, sondern in der öffentlichen Verwaltung gelernt hatte. Franz Heinrich Fauth übernahm vermutlich schrittweise die Aufgaben seiner Mutter. Im Jahr 1801 nannte die Steuerliste Helena Catharina Schnabel als Zahlungspflichtige. Offizielles Briefpapier aus dem Jahr 1808 trägt dann das Wasserzeichen FHF 1806, also Franz Heinrich Fauth. Ab 1819 übernahm Fauth die Schnabelsmühle selbst.
Trotz der komplizierten wirtschaftlichen Situation übernahm Fauth neben der Geschäftsführung der Papiermühle öffentliche Ämter. 1804 wirkte er als Deputierter des Industriestandes im Amt Porz. 1806 wurde er zum Maire von Gladbach ernannt. Dieses stellte mit Bensberg, Odenthal und Rösrath den Kanton Bensberg dar. 1809 gehörte er dem conseil général du département du Rhin an. Nach dem Ende der französischen Herrschaft und einer Reform der Verwaltung wurde er zum Bürgermeister von Gladbach und Bensberg ernannt. Außerdem übernahm er das Amt des Polizeivogtes im ehemaligen Kanton Bensberg. 1815 bezog er ein Jahresgehalt von 1000 Franken.
Die von Fauth geführte Papiermühle bekam große wirtschaftliche Probleme. Der Inhaber bemühte sich bis Lebensende, diese zu verbergen. So gründete er eine Stofffabrik in der Kradepohlsmühle, kaufte Kalksteinbrüche und ließ drei Kalköfen bauen. Dabei griff er auf hochverzinstes Fremdkapital zurück, die er mit rückläufigen Gewinnen der Schnabelsmühle bedienen musste. Dies beschleunigte den Niedergang der Papierfabrik.
Fauth starb aufgrund einer Aufzehrungskrankheit und hinterließ ein bankrottes Unternehmen. Nach ihm ist heute eine Straße in Bergisch Gladbach benannt.

## Briefpapier
Ein Brief Fauths, den er am 8. Oktober 1808 in Mülheim am Rhein aufgab, ist erhalten geblieben. Darin bat er in gutem Französisch einen Franzosen in Beaune um die Zusendung eines 135 Liter fassenden Weinfasses. Der Brief erreichte den Empfänger am 15. Oktober 1808. Fauth zahlte für den Versand ein Porto in Höhe von 17 Stübern. Zu dieser Zeit bekam ein erfahrener Geselle, der in der Schnabelsmühle arbeitete, täglich 40 Stüber ausbezahlt.
1811 hielt sich Napoleon Bonaparte in Düsseldorf auf, wo die bergischen Produzenten bei einer Gewerbeausstellung ihre Erzeugnisse präsentierten. Fauth schuf hierfür Papier mit zwei Wasserzeichen. Die rechte Hälfte zeigt einen Adler, die linke Hälfte ein Bild Napoleons, umschrieben mit „NAPOLEON EMPEREUR DES FRANCAIS ROI D'ITALIE“. Unklar bleibt, ob Fauth damit die französischen Besatzer hinsichtlich ihrer Sanktionen milde stimmen, oder als Maire von Gladbach seine Ergebenheit bekunden wollte.
Fauth produzierte bereits 1808 Velinpapier. Dieses kam ursprünglich aus England. Im Rheinland stellte seit dem 17. Jahrhundert vermutlich nur eine Papiermühle in Werden solches Papier her. Der Briefbogen, auf dem er seine Weinbestellung aufgab, hatte die Abmessung von 242 × 402 mm. Das Papier hat glatt abgeschnittene Büttenränder, was unter Papierproduzenten als Sakrileg galt. Der Grund hierfür kann sein, dass Fauth französischen Normen unterliegendes Stempelpapier herstellte.

## Familie
Am 15. Oktober 1792 heiratete Fauth Anna Catharina Pütter (* 1770). Das Ehepaar bekam fünf Kinder, die beim Tod der Mutter am 17. Juni 1809 noch nicht mündig waren.
- Der älteste Sohn Jakob Gottfried Matthias (1797–1829) kaufte 1822 gemeinsam mit Johann Wilhelm Zanders aus dem väterlichen Nachlass die Schnabelsmühle. Zanders führte das Unternehmen nach dem Tod Gottfried Fauths alleine weiter.[2]
- Die Tochter Helene (1793–1824) hinterließ Gedichte, die sich Ende des 20. Jahrhunderts noch im Besitz der Familie befanden.[2]
- Die jüngste Tochter Eleonore Mathilda Thusnelda (1809–1864) heiratete in die Düsseldorfer Familie de Weerth ein.[2]

Die Gräber der Familie befanden sich auf dem alten Friedhof der seinerzeit reformierten Gemeinde neben der Gnadenkirche.